# Tornanádaska vasútállomás
Tornanádaska vasútállomás egy Borsod-Abaúj-Zemplén vármegyei vasútállomás, Tornanádaska településen, a MÁV üzemeltetésében. A belterület déli peremén helyezkedik el, közvetlenül a 27-es főút mellett.

## Vasútvonalak
Az állomást az alábbi vasútvonalak érintik:
- Sajóecseg–Hídvégardó-vasútvonal

## Kapcsolódó állomások
A vasútállomáshoz az alábbi állomások vannak a legközelebb:
- Komjáti megállóhely

## Forgalom
| Járat        | Útvonal | Gyakoriság |
| ------------ | --- | ---------- |
| személyvonat | Miskolc-Tiszai – Miskolc-Gömöri – Szirmabesenyő – Sajókeresztúr – Sajóecseg – Alsóboldva – Boldva – Borsodszirák – Edelény alsó – Edelény – Szendrőlád (– Büdöskútpuszta) – Szendrő – Szendrő felső – Szalonna – Perkupa – Jósvafő-Aggtelek – Bódvaszilas – Komjáti – Tornanádaska | 2 óránként |